# Rockville (Missouri)
Rockville és una població dels Estats Units a l'estat de Missouri. Segons el cens del 2000 tenia 162 habitants.

## Demografia
Segons el cens del 2000, Rockville tenia 162 habitants, 77 habitatges, i 39 famílies. La densitat de població era de 195,5 habitants per km².
Dels 77 habitatges en un 20,8% hi vivien nens de menys de 18 anys, en un 37,7% hi vivien parelles casades, en un 7,8% dones solteres, i en un 48,1% no eren unitats familiars. En el 41,6% dels habitatges hi vivien persones soles el 23,4% de les quals corresponia a persones de 65 anys o més que vivien soles. El nombre mitjà de persones vivint en cada habitatge era de 2,1 i el nombre mitjà de persones que vivien en cada família era de 2,83.
Per edats la població es repartia de la següent manera: un 19,8% tenia menys de 18 anys, un 5,6% entre 18 i 24, un 24,1% entre 25 i 44, un 27,2% de 45 a 60 i un 23,5% 65 anys o més.
L'edat mediana era de 46 anys. Per cada 100 dones de 18 o més anys hi havia 106,3 homes.
La renda mediana per habitatge era de 19.219 $ i la renda mediana per família de 21.250 $. Els homes tenien una renda mediana de 29.583 $ mentre que les dones 11.786 $. La renda per capita de la població era de 12.730 $. Entorn del 33,3% de les famílies i el 32,1% de la població estaven per davall del llindar de pobresa.

## Poblacions més properes
El següent diagrama mostra les poblacions més properes.